# Carla Thomas
Carla Thomas, (Memphis, 1942. december 21. –) amerikai soul-énekesnő. Gyakran Memphis soul-királynőjeként emlegetik. Leginkább az 1960-as években készült felvételeiről ismert, köztük a „Gee Whiz (Look at His Eyes)” (1960), a „B-A-B-Y” (1966) és a „Tramp” (1967), és egy híres duettje Otis Reddinggel. Carla apja Rufus Thomas volt. 

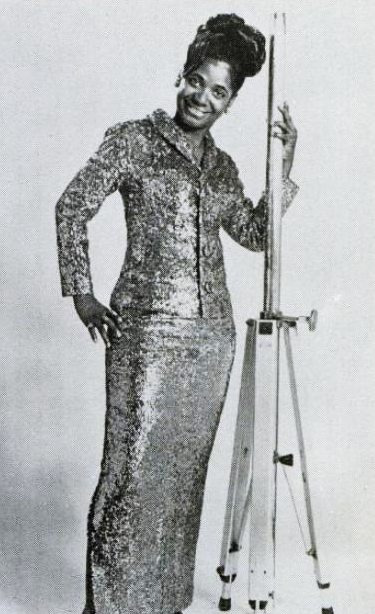
1966

## Pályafutása
Thomas 17 évesen vette fel apjával, Rufus Thomasszal a „Why I Love You” című duettet, amely az Egyesült Államok déli részén slágerré vált, és meghozta a Satellite Records (amelyből később a legendás soul-kiadó, a Stax Records lett) az első nagyobb sikerét.
1961-ben „Gee Whiz (Look in His Eyes)” című daluk bekerült a Billboard R&B és popslágereinek top 10-ébe. Ez volt az első memphisi soul-lemez, amely országos sikert ért el.
1971-ig Thomas összesen 24 dala került fel az amerikai slágerlistákra, köztük az „I'll Bring It on Home to You”. Ez volt a válasz Sam Cooke „Bring It on Home to Me” című számára, továbbá a „Let Me Be Good to You” és a „B-A-B-Y” (Isaac Hayes-dal).
Otis Redding soulénekessel készült duettjei különösen sikeresek voltak, köztük a „Tramp” (szerző: Lowell Fulson) és a „Knock on Wood” (Steve Cropper és Eddie Floyd) című slágerei.
1971-es Stax-felvétele, a „Love Means” és az 1972-es Wattstax-film (R.: Mel Stuart, 1973) megjelenése után Thomas nagyjából eltűnt az 1960-as évek fénykorához képest. Időről időre előfordult az Artists in the Schools-ban. Ez a program a memphisi iskolásoknak hozzáférést biztosított sikeres művészekhez. A műhelyeket azért szervezték, hogy tinédzserekkel beszéljenek a zenéről, az előadóművészetről és a kábítószerrel való visszaélésről.
Carla Thomasra legnagyobb befolyása apja, Rufus Thomas volt. Rufus bátorította és hitt lánya képességeiben. Carla szerint „apám valószínűleg előbb fedezte fel, mint én, hogy tudok énekelni”.
Thomas jelentős szerepet játszott a Teen Town Singers fellépésének előkészítésében, valamint áttörést jelentő kislemezének, a „Gee Whiz” népszerűsítésében.
Zeneileg Thomast Jackie Wilson és Brenda Lee ihlette.

## Élő albumok
- 2002: Live in Memphis
- 2007: Live at the Bohemian Caverns; recorded live May 27, 1967 in Washington, D.C.

## Stúdióalbumok
- 1961: Gee Whiz
- 1965: Comfort Me
- 1966: Carla
- 1967: The Queen Alone
- 1969: Memphis Queen
- 1971: Love Means...

## 45-ös fordulatú lemezek
- https://www.45cat.com/artist/carla-thomas

## Díjak
- 1968: Grammy-díj jelölés − „The Queen Alone”
- 1993: Pioneer-díj a Rhythm and Blues Alapítványtól
- 2013: Memphis Music Hall of Fame

## Filmek
- 2003-as Only the Strong Survive című dokumentumfilm, amelyet a Cannes-i Filmfesztiválon mutattak be.